# حاجی‌علی‌لی (زنگلان)
حاجی‌علی‌لی (ترکی آذربایجانی: Hacıalılı) یک منطقهٔ مسکونی در جمهوری آرتساخ است که در استان کاشاتاق واقع شده‌است.